# 许景杰
许景杰（1986年2月4日—），中国足球运动员，司职后卫，现效力于中超球队青岛中能。

## 俱乐部生涯
许景杰在2005年进入中超球队青岛中能的一线队名单。2006年10月15日，他在青岛中能客场1比1战平天津泰达的比赛首次在联赛比赛出场。
2011年5月5日，他在2011年中国足协杯第一轮射进职业生涯的首个进球，这也是本届足协杯赛事的第一个进球，但青岛中能最终点球决战6比7不敌中甲球队广东日之泉被淘汰。
他在2012赛季中超第六轮青岛中能和上海申鑫的比赛中在场边参与斗殴事件，4月21日，中国足协对他处于停赛五场，罚款人民币25000元的处罚。
2013年5月22日，他在2013年中国足协杯第三轮破门，最终帮助球队5比2淘汰中甲球队哈尔滨毅腾进入下一轮。
2013年7月13日，他首次取得联赛进球，并在比赛中梅开二度，最终青岛中能客场3比3逼平大连阿尔滨。